# Projet STAR
Le Projet STAR (Student-Teacher Achievement Ratio) est une expérimentation à grande échelle menée dans l'État du Tennessee à partir de 1985 pour évaluer l'effet de la taille des classes sur les résultats scolaires des élèves.
Dans le groupe expérimental, les élèves ont été affectés dans de petites classes de 13 à 17 élèves pendant 4 ans alors que dans le groupe de contrôle les élèves sont dans des groupes de 22 élèves. L'objectif est de comparer leurs résultats au bout de quatre ans. L'expérience a montré que les résultats des élèves dans les petites classes sont significativement meilleurs que dans les grandes classes.
L'expérience a été initiée par le gouverneur du Tennessee Lamar Alexander.